# Фелікітас
Фелікітас, Феліцитас, Феліція, або Феліца (лат. Felicitas, дос. «Щастя») — у римській міфології уособлення щастя й успіху; богиня щастя й вдачі.
Іноді її ототожнювали з Фортуною.
На честь богині було споруджено кілька храмів у Римі, а також були встановлені статуї на Марсовому полі і на Капітолійському пагорбі.
Атрибутами Феліци були ріг достатку та кадуцей.
Образ богині викарбувано на монетах доби правлінь кількох імператорів.